# Plebejus septentrionalis
Plebejus septentrionalis är en fjärilsart som beskrevs av Beuret 1928. Plebejus septentrionalis ingår i släktet Plebejus och familjen juvelvingar. Inga underarter finns listade i Catalogue of Life.